# Landhuis Ascencion
Landhuis Ascension, in de volksmond Asunshon, is een voormalig plantagehuis in Curaçao, daterend uit 1672. Er is een vormingscentrum en een historisch museum gevestigd.

## De plantage
Dankzij de aanwezigheid van water konden op plantage Ascension maïs, bonen, katoen, indigo en aloë vera worden verbouwd. Daarnaast werd er op grote schaal veeteelt bedreven.

## Het landhuis
Het landhuis ligt op een heuvel rechts van de weg van Willemstad naar Westpunt, net voor het dorpje Barber.
Het is van bouwhistorische en cultuurhistorische waarde en een van de mooist gerestaureerde en gemeubileerde landhuizen van Curaçao. Aan weerszijden van het terras staan twee indrukwekkende hoektorens. Het centrale gedeelte is rechthoekig met een zolder en is omringd door galerijen, typisch voor de buitenplaatsen van Curaçao. Het centrale deel heeft een zadeldak, omsloten door trechtervormige gevels met een klassieke kroonlijst en daarop een klein driehoekig fronton. Aan elke zijde van het dak bevindt zich een dakkapel. Onder de bijgebouwen zijn een veekraal, een magasina (opslagplaats) en een regenbak.

## Geschiedenis
Het landhuis en de plantage zijn gesticht door gesticht door Jurriaan Janszoon Exteen en genoemd naar het voormalige Caquetíodorp Pueblo de la Madre de Dios Ascención dat op dezelfde plek lag. Tijdens de Curaçaose slavenopstand van 1795 werd een aantal magasina’s in brand gestoken. Het landhuis speelde daarnaast een belangrijke rol bij de Britse aanval van 1805. In het begin van de 20e eeuw woonde schrijver/politicus Cola Debrot er, wat hij beschrijft in zijn roman Mijn zuster de Negerin.
In 1960 kocht Stichting Monumentenzorg Curaçao de plantage en het landhuis. Na een grondige restauratie werd het landhuis in 1965 verhuurd aan de Koninklijke Marine die het in gebruik nam als vormingscentrum ten behoeve van cursussen voor de op Curaçao gelegerde militairen en hun gezinsleden.
Iedere eerste zondag van de maand is er open huis, met om 11.00 uur een rondleiding. Ook elke donderdag om 9.00 uur is er een rondleiding. Er worden regelmatig exposities gehouden van schilderijen en lokaal vervaardigd keramiek. Daarnaast wordt het gebruikt door de kustwacht, afdelingen van de Commandant der Zeemacht in het Caribisch Gebied en marinebasis Parera.

## Natuurpark
De plantage is omgeven door het Natuurpark Ascension. Daartoe behoort tevens Boka Ascension, een inham die bekend staat om de schuilende schildpadden.